# Савоя-Немур
Савоя- Немур (на италиански: Savoia-Nemours, на френски: Savoie-Nemours) е кадетски клон на Савойската династия, изчезнал през 1659 г. по мъжка линия и през 1724 г. – по женска. Произхожда от Филип Савойски-Немур, син на херцог Филип II Савойски и втората му съпруга Клодин дьо Брос. Филип е по-малък брат на Луиза Савойска – кралица-майка на френския крал Франсоа I; той е обявен за граф на Женева и след това за херцог на Немур.

## История
Апанажът на Женевоа е създаден през 1424 г., след което е създаден повторно през 1534 г. Следва Графство Женева, закупено през 1401 г. от графа на Савоя Амадей VIII.
През 1514 г. херцогът на Савоя Карл II дава на брат си Филип апанажа на Женевоа, към който са добавени баронствата Бофор (Бофортен) и Фосини. През 1528 г. той получава от краля на Франция титлата „Херцог на Немур“, давайки началото на нов клон на Савойския дом.
Поддържайки тесни връзки с кралския дом на Франция и с Дом Гиз, те участват активно в много политически събития и съюзи от 16 и 17 век, като Лигата и Фрондата. Тяхното участие в хода на събитията довежда до финансови затруднения и тежки дългове въпреки големите им владения в Савоя и Франция. Линията изчезва през 1659 г.

## Херцози на Немур
| n ° | Име          | Портрет | Раждане | Управление | Управление | Смърт |
| n ° | Име          | Портрет |         | Начало     | Край       | Смърт |
| --- | ------------ | ------- | ------- | ---------- | ---------- | ----- |
| 1.  | Филип        |         | 1490    | 1514       | 1533       | 1533  |
| 2.  | Жак          |         | 1531    | 1533       | 1585       | 1585  |
| 3.  | Шарл-Еманюел |         | 1567    | 1585       | 1595       | 1595  |
| 4.  | Анри I       |         | 1572    | 1595       | 1632       | 1632  |
| 5.  | Луи          |         | 1615    | 1632       | 1641       | 1641  |
| 6.  | Шарл-Амадей  |         | 1624    | 1641       | 1652       | 1652  |
| 7.  | Анри II      |         | 1625    | 1652       | 1659       | 1659  |